# Jan Holoubek
Jan Holoubek (* 11. února 1949, Praha) je český grafik a malíř.

## Život
Jan Holoubek se narodil v Praze, ale část dětství strávil v Maštově, kde také začal kreslit a modelovat. Po návratu do Prahy se vyučil uměleckým zámečníkem. Pracoval ve skladu Národního divadla, ve Výstavním ústředí Svazu českých výtvarných umělců a jako svářeč u Dopravního podniku Praha. Zároveň studoval základy malby u malíře Jaromíra Wíša.
Roku 1970 byl přijat na Akademii výtvarných umění v Praze do ateliéru grafiky prof. Ladislava Čepeláka. Absolvoval roku 1976 a tři roky poté měl první samostatnou výstavu v Galerii mladých v Mánesu. Byl pak přijat do SČVU, ale v době normalizace od počátku 80. let měl pouze tři autorské výstavy v mimopražských galeriích.
Od poloviny 80. let byl členem výtvarného sdružení Kruh, které se soustředilo kolem neoficiální Galerie H bratří Hůlových v Kostelci nad Černými lesy.
Koncem 90. let musel opustit dosavadní ateliér a pracoval přechodně jako rámař a jako výtvarník dekorací pro divadlo a zahraniční filmové produkce.
Od roku 2005 se opět věnuje grafice a malbě. Jan Holoubek je členem SČUG Hollar, žije a pracuje v Praze.

## Dílo

### Grafika

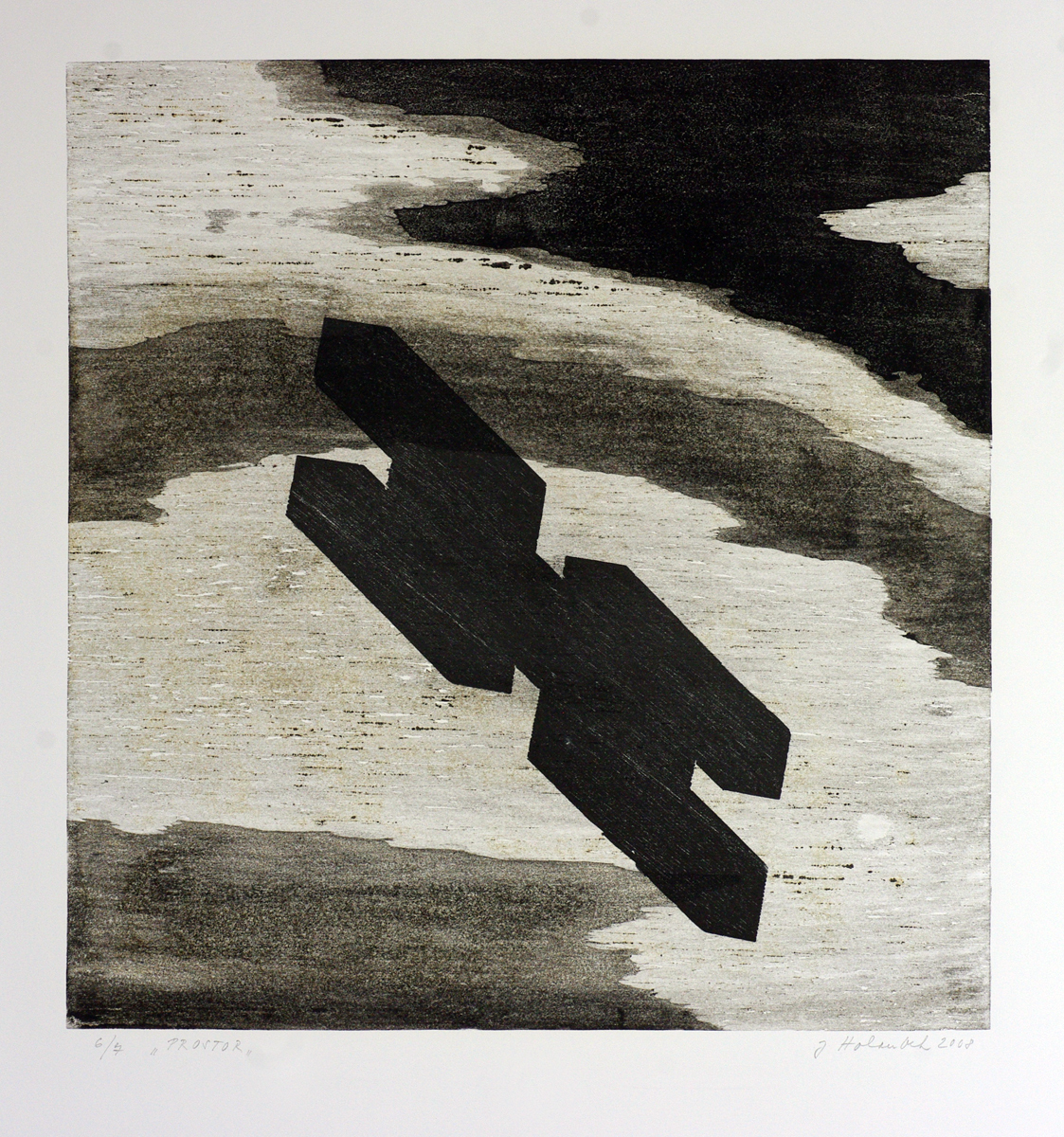
Prostor, dřevořez, 2008

Jan Holoubek se na počátku studií zabýval linorytem a figurálními náměty (Dva, 1972). Později tvořil grafické listy s přírodními motivy, převážně technikou leptu a suché jehly v kombinaci s akvatintou, AVU absolvoval sérií grafických listů Stromy (1975-76, lept s akvatintou).
Po absolutoriu se věnoval téměř výhradně linorytu a dřevorytu. Zprvu dával přednost linorytu, který dovoluje stejnou přesnost jako dřevo, ale je poddajnější a neovlivňuje čistotu linií nepravidelnostmi struktury.

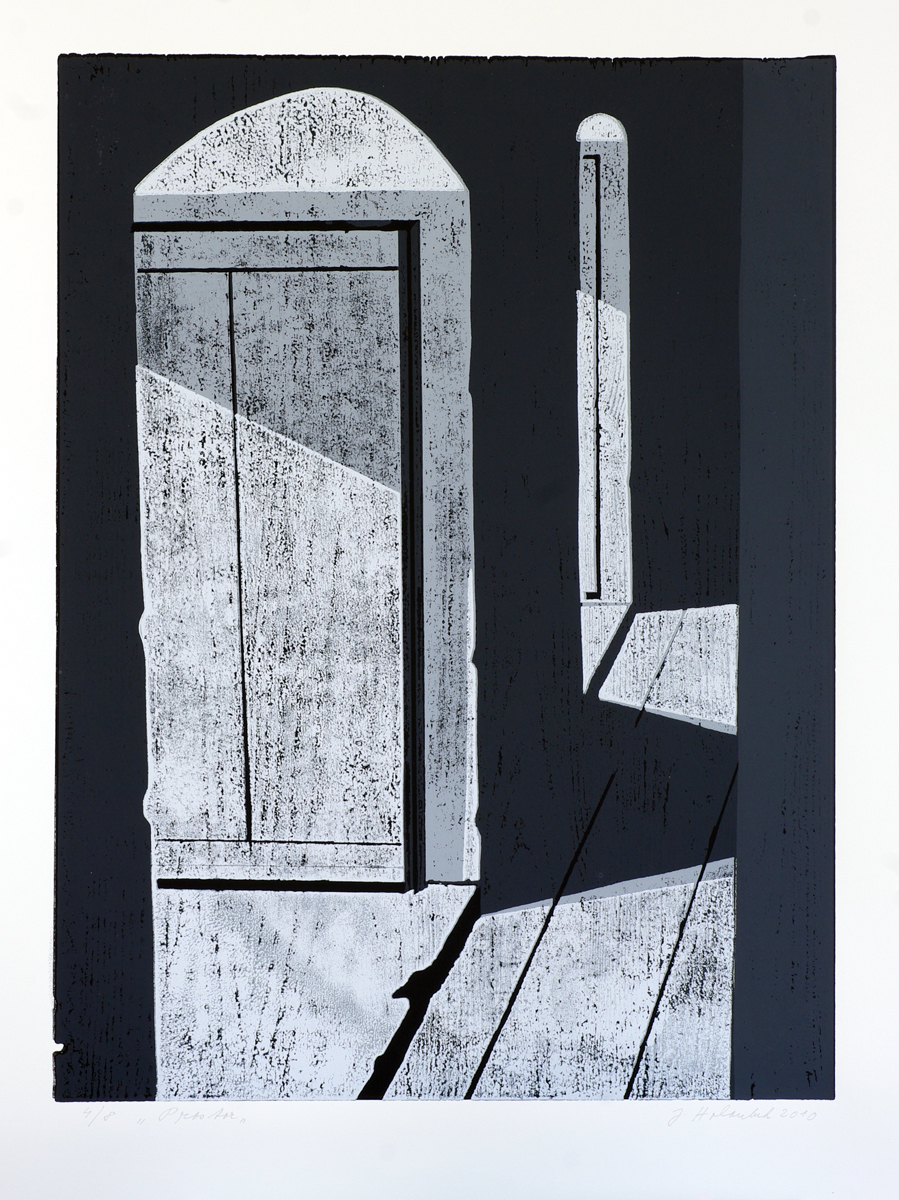
Prostor, dřevořez, 2010

Koncem 70. let jeho tvorba směřovala k výtvarnému zjednodušení a znázornění přírody, figur a architektury formou siluet a znaků (Dva pohledy, 1980).
Holoubkovo bravurní zvládnutí techniky linorytu je patrné na sérii grafických listů znázorňujících složité přírodní struktury (Větve, 1983, Kořen, 1984) nebo prostorové vztahy průmyslových zařízení a architektury znázorněné jako ostré kontrasty světel a stínů (Světlo v prostoru, 1984, Průmyslové zátiší, 1985).

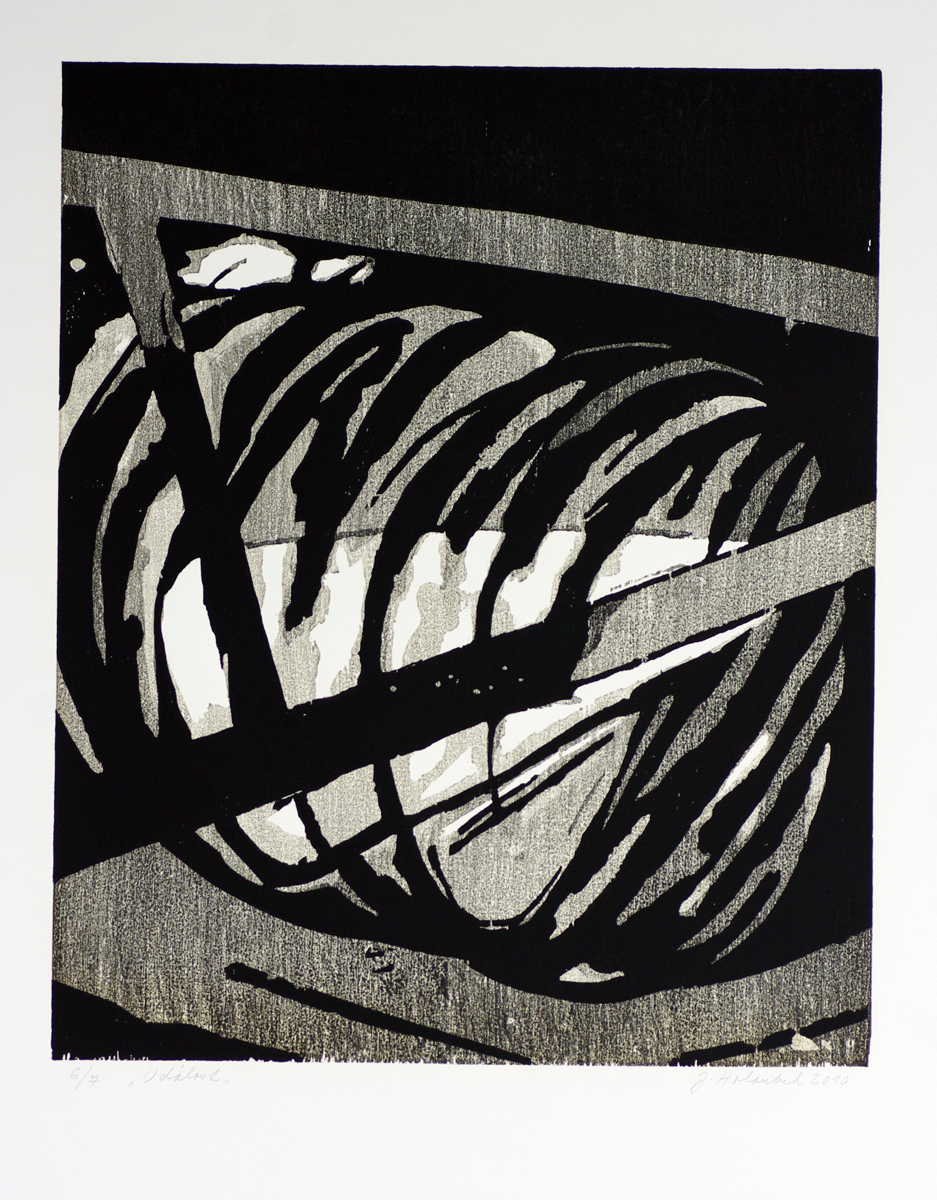
Událost, dřevořez, 2010

Od poloviny 80. let používá jako doplněk černých a bílých ploch tlumené barvy (Metro, 1985, Okno pro Jindřicha R., 1986, Objekt, 1986) nebo soutisk několika odstínů šedé.
Z téhož období pocházejí jeho grafické listy znázorňující abstraktní formou pohyb (Neklid, 1986, Dvě postavy, 1987).
Na konci 80. let opustil technické náměty a geometrická zobrazení a více se věnoval kresbě a malbě. Nové grafické listy vznikaly podle kreseb a pro dosažení bohatšího rejstříku jemně odstupňovaných tónů začal Jan Holoubek užívat mnohonásobné soutisky postupně odrývané dřevořezové matrice.

### Malba
Přestože Jan Holoubek chtěl původně studovat malbu, věnuje se po celý život převážně grafice. Paralelně s grafickými listy vznikly menší tempery krajin a detailů průmyslových objektů. Jako malíř se podílí např. na výtvarné podobě některých inscenací Národního divadla (Eugen Oněgin, 2009).

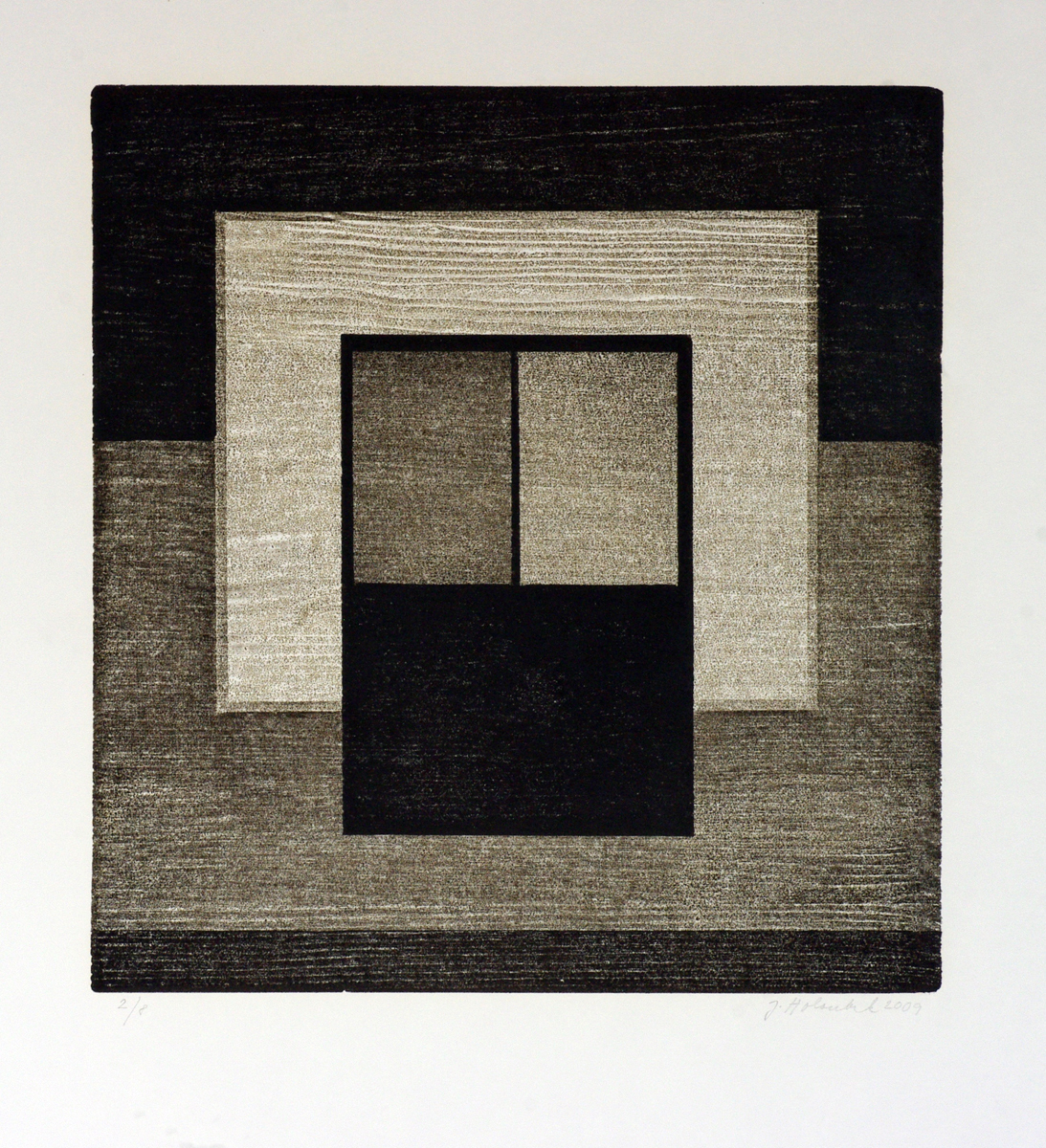
Odkrývání, dřevořez, 2009
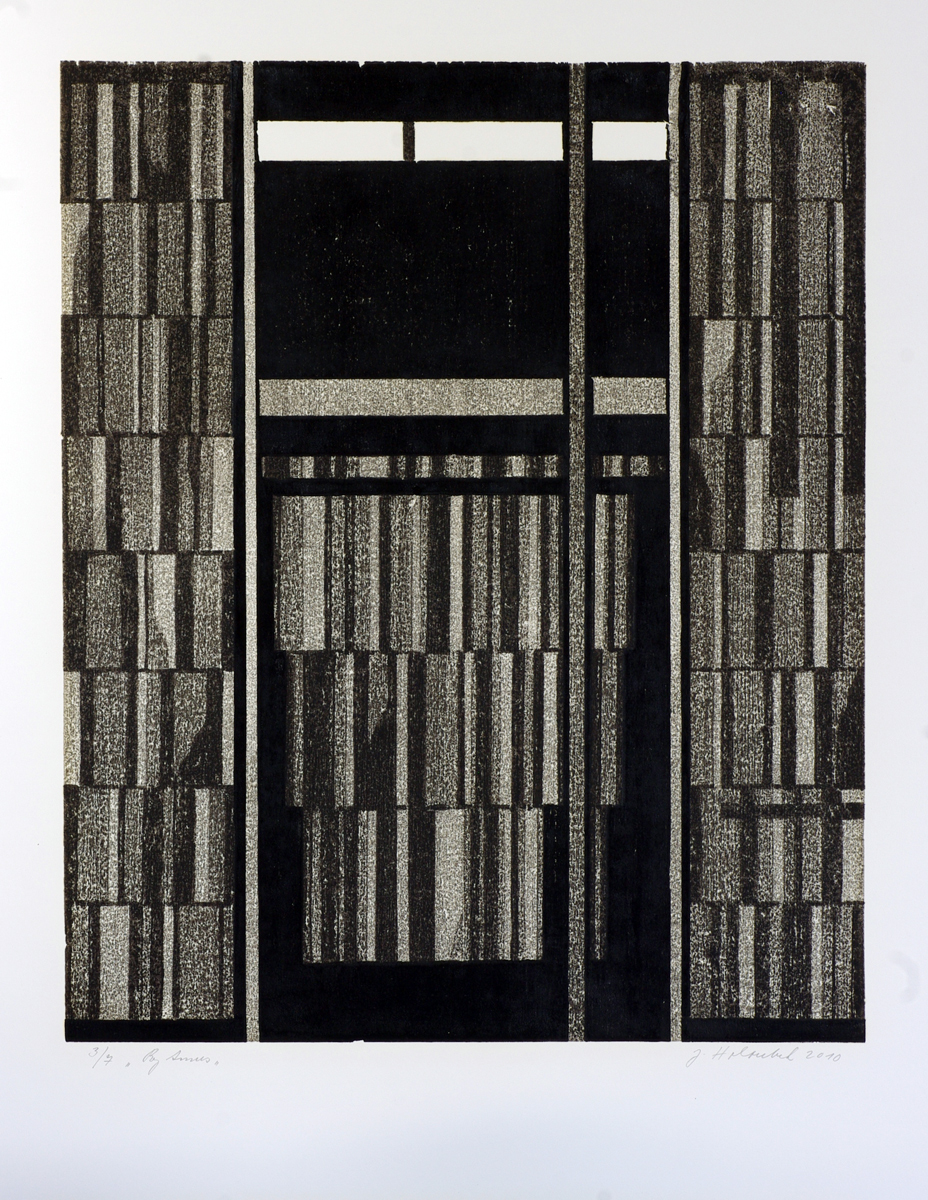
Rytmus, dřevořez, 2010
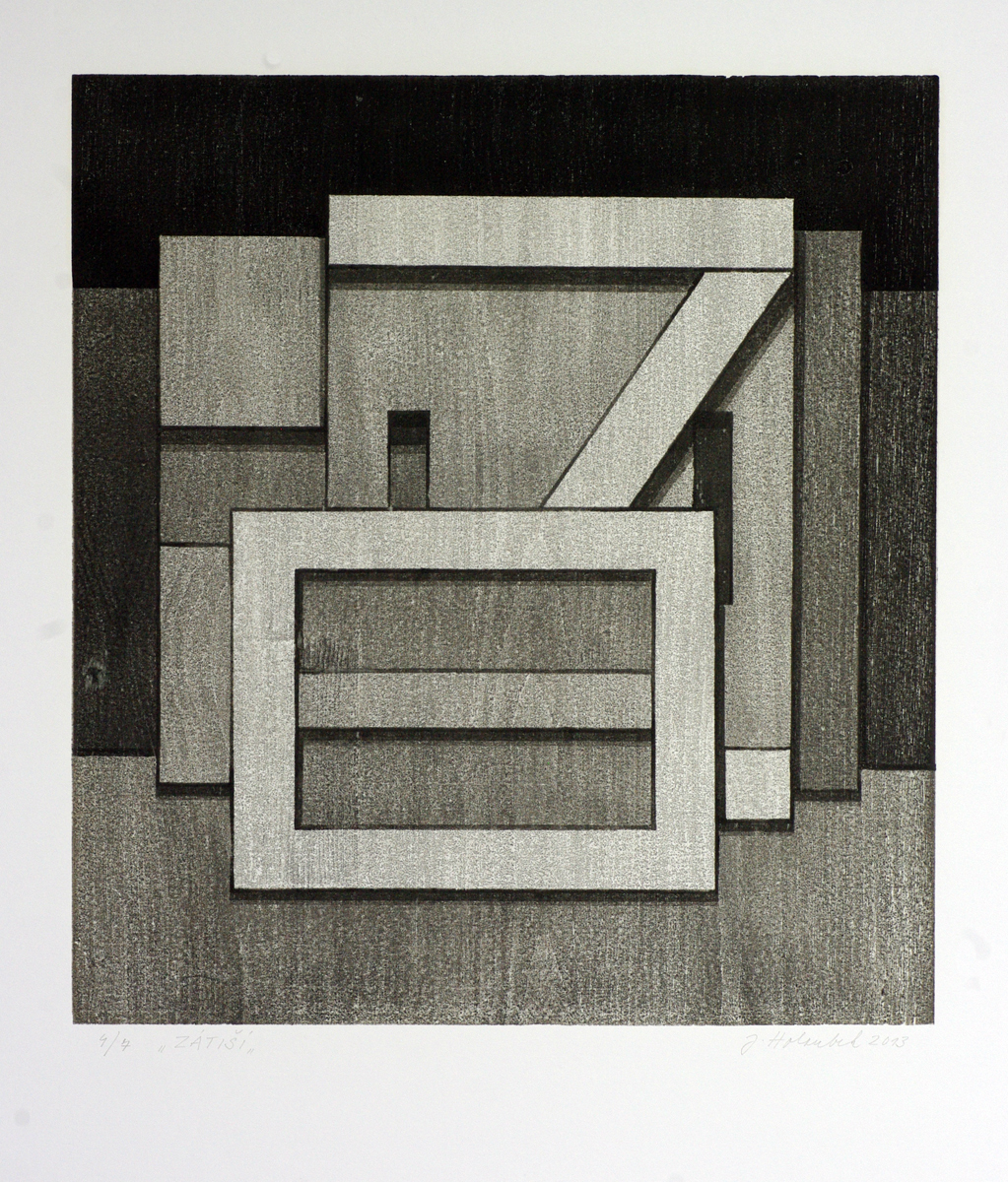
Zátiší, dřevořez, 2013
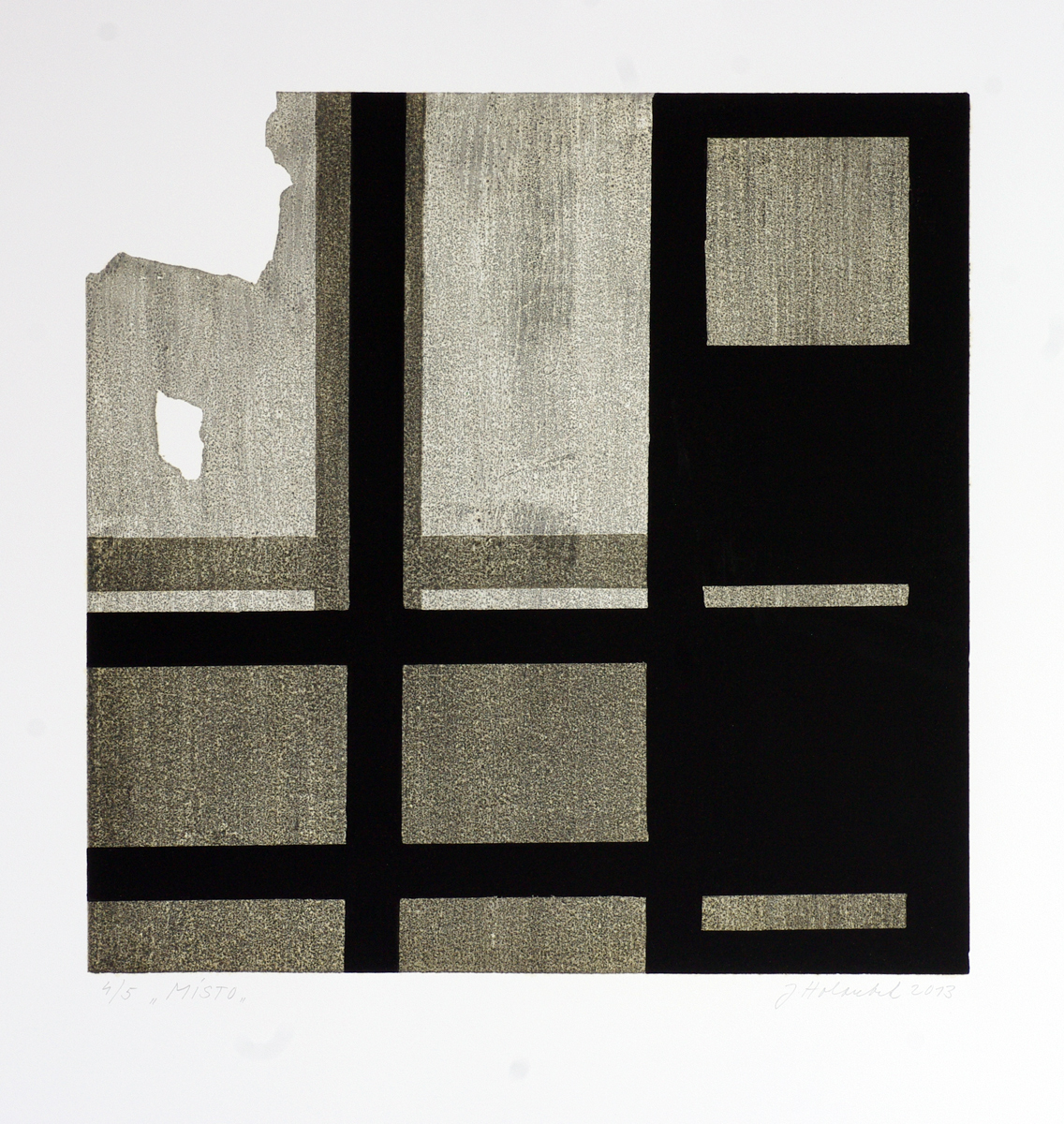
Místo, dřevořez, 2013

### Ocenění
- 1987 Premio Internazionale Perl´incisione Biella

Premio Speciale „Unione Industriale Biellese“
- 1994 I Miniprint Slovenija „Prix D´ Achat“
- 2017 Cena Grafika roku za tisk z výšky

### Zastoupení ve sbírkách
- Národní galerie v Praze
- National Gallery of Art, Washington
- České muzeum výtvarných umění v Praze
- Ministerstvo kultury České republiky
- Galerie moderního umění v Hradci Králové
- Galerie výtvarného umění Náchod
- Oblastná galéria Banská Bystrica
- Unione Industriale Biellese, Biella, Itálie
- Museo Internazionale dell´Ex-libris a della Grafica „G. d´Annunzio“, Pescara, Itálie
- Galerie H, Kostelec nad Černými lesy
- Galerie Klatovy/Klenová
- Galerie výtvarného umění Havlíčkův Brod

### Výstavy

#### Autorské

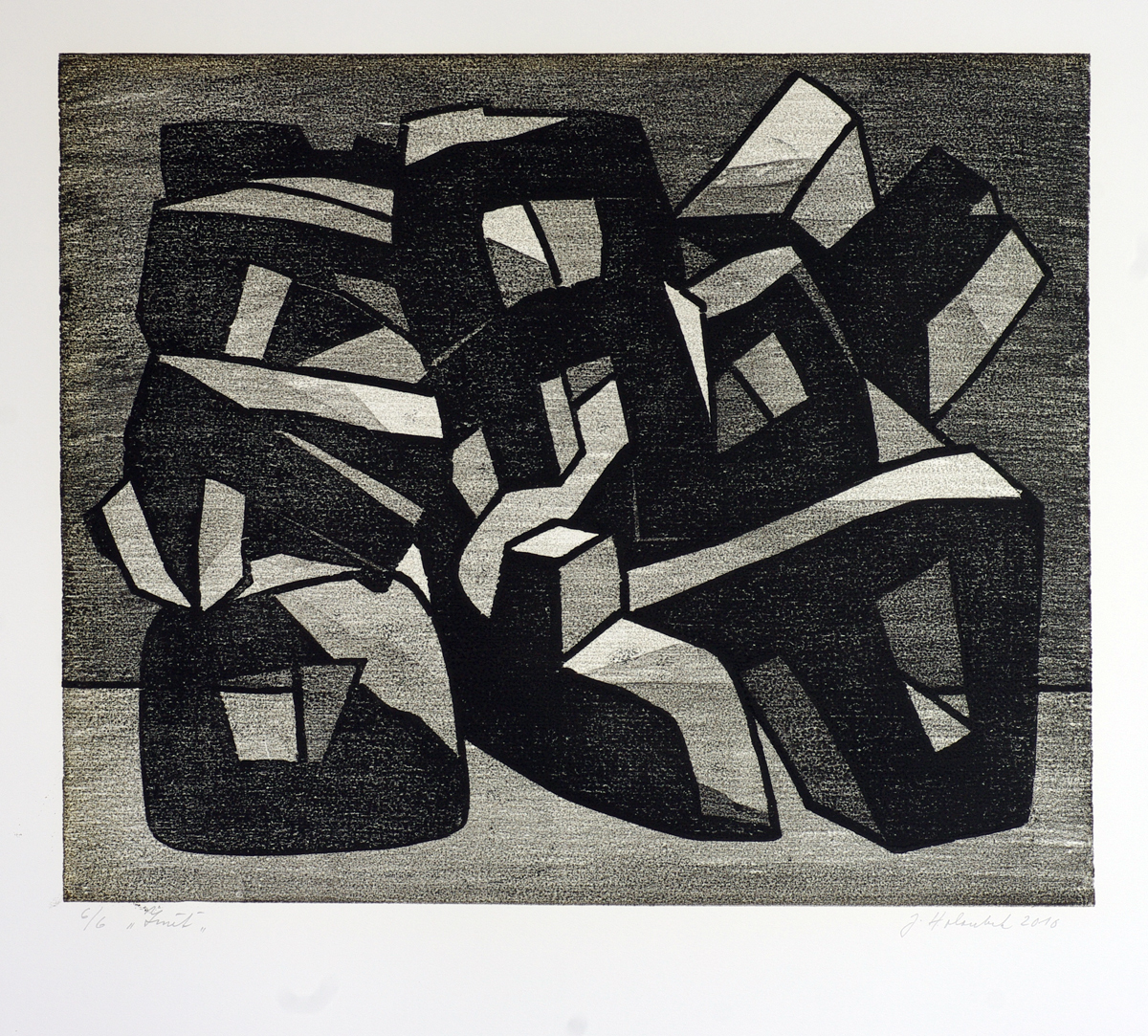
Změť, dřevořez, 2010

- 1979	Galerie mladých, Mánes, Praha

Vlastivědné muzeum, Šumperk
- 1982	Vlastivědné muzeum, Turnov
- 1988	Okresní muzeum + Tylův památník, Kutná Hora

Městské muzeum, Uhlířské Janovice
- 1992	Art Centrum, Ostrava
- 1994	Galerie Luka, Praha

Galerie Modrý hrozen, Litvínov
- 1995	Galerie Nový svět, Praha
- 1998	Galerie H, Kostelec nad Černými lesy
- 2000	Galerie U zámecké brány, Valtice

Obrazy Valtice, Informační středisko
- 2005	Galerie U bílého jednorožce, Klatovy, linoryty
- 2011	Dřevořezy a jiné, Galerie Hollar, Praha

#### Společné

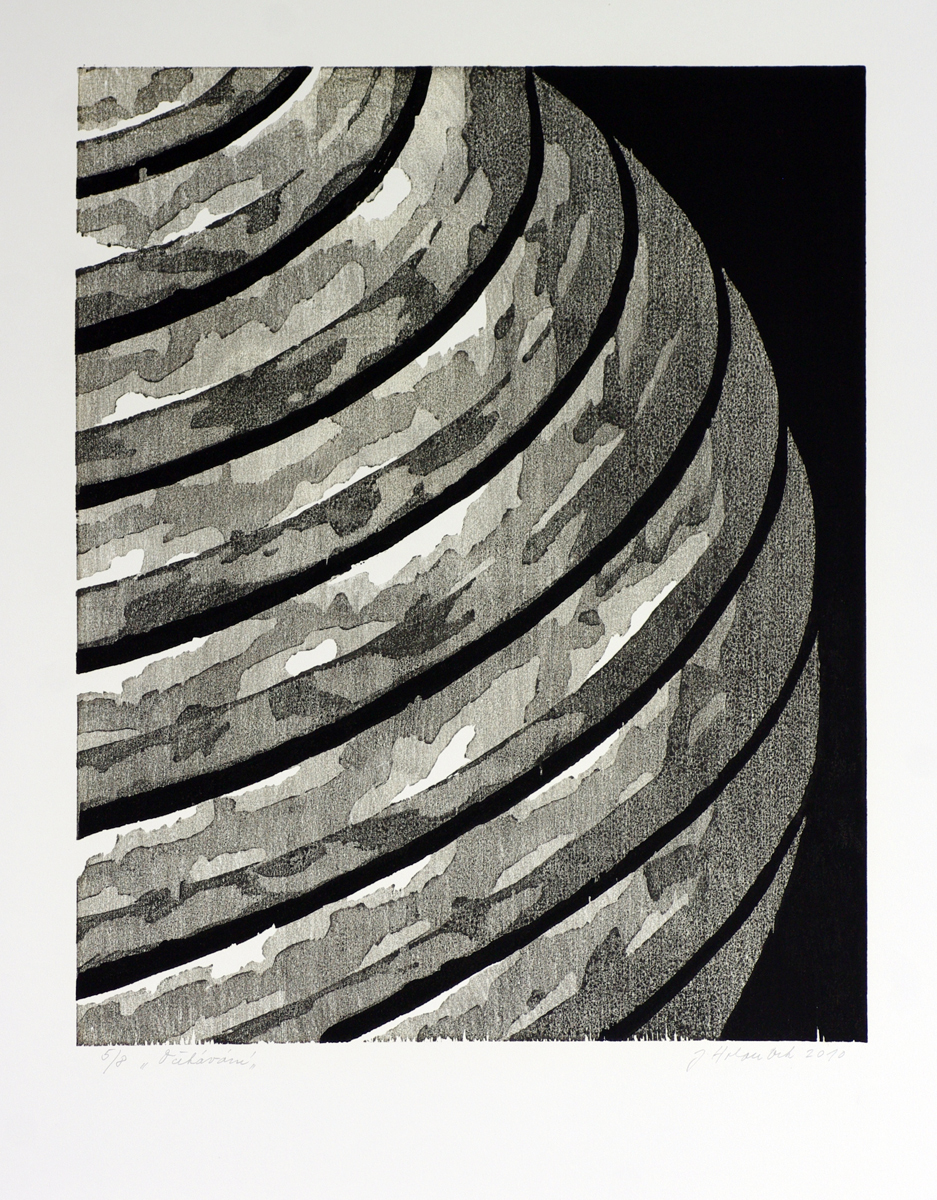
Očekávání, dřevořez, 2010

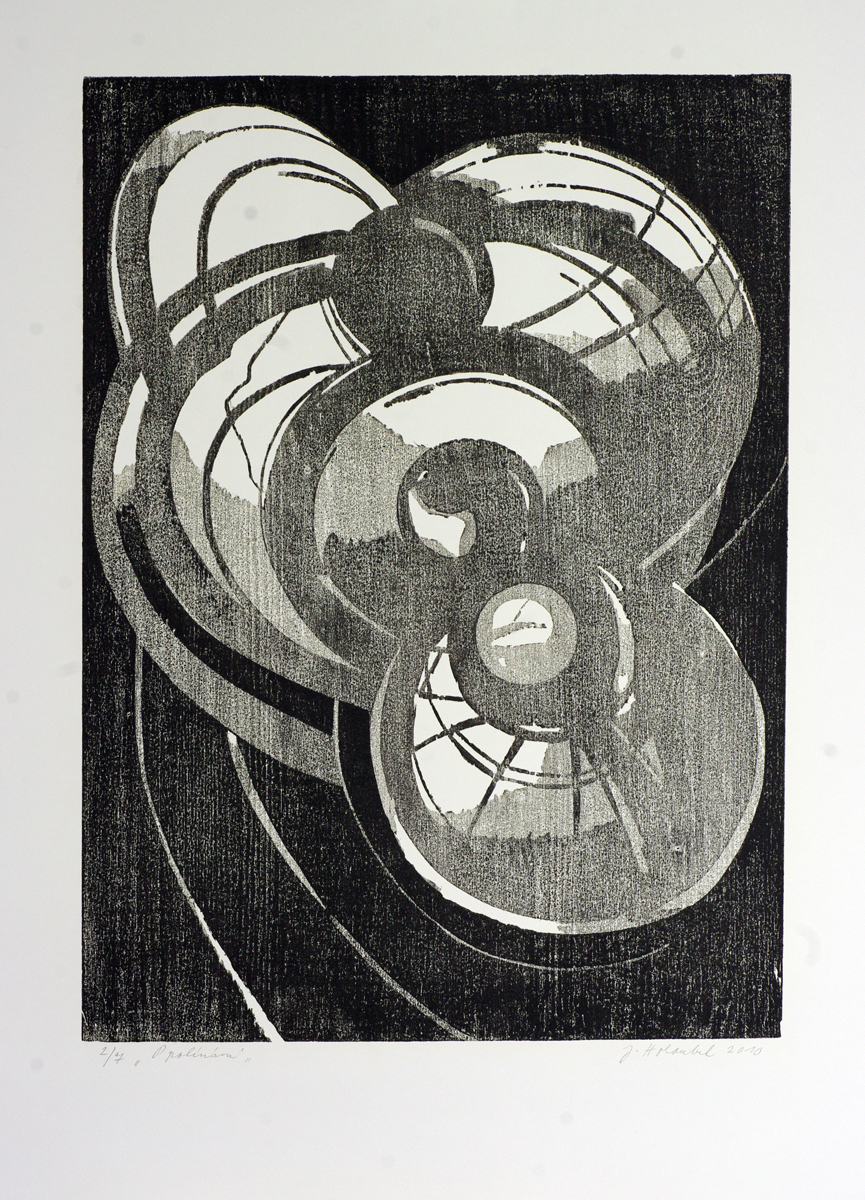
Prolínání, dřevořez, 2010

- 1976	Umění mladých, Galerie Fronta, Galerie Václava Špály, Nová síň, Praha
- 1978	Obrazy a grafika v dílech mladých výtvarníků, Galerie Ve věži, Mělník

Muzeum hrnčířství, Kostelec nad Černými lesy (s Ivanem Bukovským)
Galerie Hollar, Praha (Doušek, Otava, Nováčková)
Pruchovo jaro, Galerie Jindřicha Pruchy, Čáslav
Výstava učitelů výtvarných oborů LŠU, Galerie Ve věži, Mělník
Umění vítězného lidu, Středočeská galerie, Praha
Mezinárodní bienále, Oblastná galéria, Banská Bystrica
- 1979	Grabados, esculturas y numismatica de Checoslovaquia, Galeria Centro de Arte 	International, Havana,Kuba

Studio mladých, Budapešť
Galerie Fronta, Praha
- 1980	Galerie Fronta, Praha

Helsingfors Konsthall, Helsinky, Finsko
Intergrafik, Frechen, NDR
Člověk – Prostor člověka, MKS, Dobříš
Výtvarní umělci k 35. výročí osvobození Československa, Středočeká galerie, Praha
- 1981	Žáci doc. Čepeláka, Galerie Platýz, Praha

Nová tvorba mladých výtvarných umělců, Mánes, Praha
- 1982	Současná grafická tvorba pražských členů SČVU, Mánes, Praha

Mladí výtvarní umělci, Galerie Čsl. spisovatel, Praha
- 1983	Výtvarní umělci životu a míru, U Hybernů, Středočeská galerie, Galerie Václava Špály, 	Praha

Ladislav Čepelák a jeho žáci, Oblastní galerie výtvarného umění Olomouc, Kabinet grafiky, Olomouc
Československá grafika, medaile a textil, Ulan Batar, Mongolsko, Peking, Šanghaj, Čína
Současná česká grafika, Bratislava
- 1984	Intergrafik 84, Berlín, NDR

Současná česká grafika, Galerie Vincence Kramáře, Praha
- 1984-86 Mezdynarodowe Biennale Grafiki, Krakov, Polsko
- 1985	Vyznání životu a míru, Jízdárna Pražského hradu, Královský letohrádek, Mánes, 	Středočeská galerie, Galerie Václava Špály, Nová síň, Galerie Čsl. spisovatel, Galerie bratří 	Čapků, Galerie Vincence Kramáře, Galerie D, Galerie U Řečických,Praha, Repríza: DK ROH, Bratislava
- 1986	9th British International Print Biennale, Cartwright Hall, Bradford, Velká Británie

A4, Galerie H, Kostelec nad Černými lesy
- 1987	Premio Internazionale Biella per L´lncisione, Pallazi Ferrero della Marmora, Biella, Itálie

Dablovky, Galerie H, Kostelec nad Černými lesy
- 1988	Concorso Internazionale Exlibristico Gabrielle D´Annunzio, Comune di Pescara, Itálie

Grafické techniky IV., Tisk z výšky, Galerie D, Praha
Galerie Fronta, Praha (s Karlem Pauzerem)
- 1989	Galerie d´Art Contemporain Ville De Menton, Francie

14, Lidový dům, Praha 9, Městský dům PKO, Česke Budějovice
Současná česká grafika, Mánes, Praha; redakce katalogu Simeona Hošková, SČXVU Praha 1989
- 1990	XYLON 11 – International Triennial Exhibition of Artistic Relief Printing, Xylon Museum, Schwetzingen, SRN
- 1990	Response of Franz Kafka to Art, BKH Fine Art Gallery, Los Angeles, USA

Grafika výtvarné společnosti Kruh, Artotéka, Praha
Výroční výstava výtvarné společnosti Kruh, Galerie H, Kostelec nad Černými lesy
Ladislav Čepelák a jeho škola, Galerie Mánes, Praha

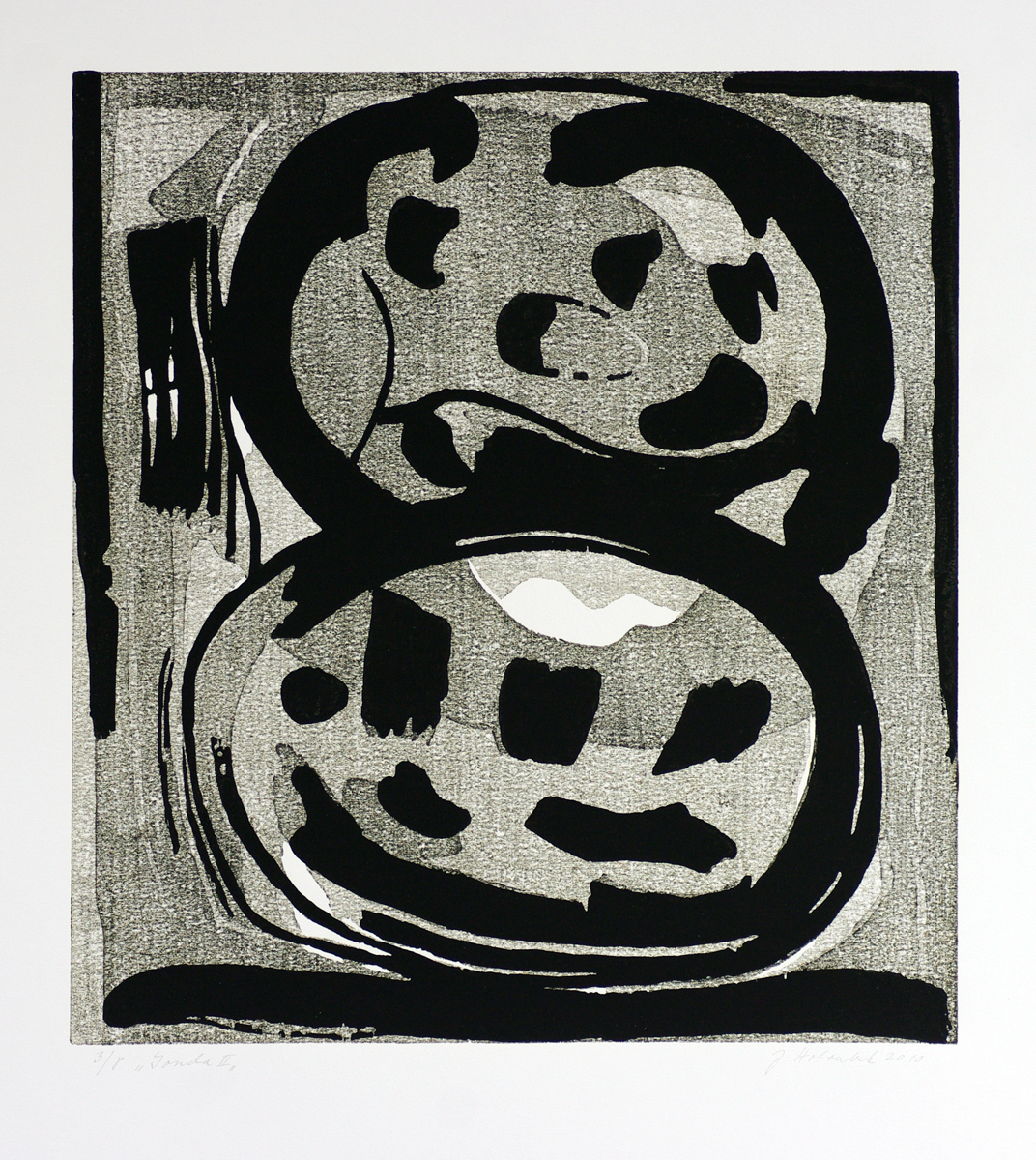
Sonda-II., dřevořez, 2010

- 1991	Členská výstava Výtvarné společnosti Kruh, Chodovská tvrz, Praha

International Mini Utstallning !MiniART 91, Susekullen Olofstrom, Švédsko
Grafika, kresby Kruhu, Městská galerie, Kostelec nad Černými lesy
19th International Biennial of Graphic Arts, Ljubjana, Slovinsko
Grafika: M. Blabolilová, J. Holoubek, R. Jařabáčová, J. Růžička, Galleria Joella, Turku, 	Finsko
Malý formát 91. Galerie Chodovská tvrz, Praha
Magie přírody, Centrum české grafiky, Praha
- 1992	11, Výstavní síň ÚLUV, Praha

Česká kresba, Galerie R, Praha
- 1993	Inter-Kontakt-Grafik Praha 93, Výstavní síň Mánes, Praha

Internationale Grafik Biennale, Maastricht, Holandsko
- 1994	1st International Mini Print Exhibition, Maribor, Slovinsko

Zrcadlení, Setkání IV, Galerie R, Praha
Současná česká grafika, Výtvarné centrum Chagall, Ostrava
- 2002	Česká grafika, Galerie Mánes, Praha

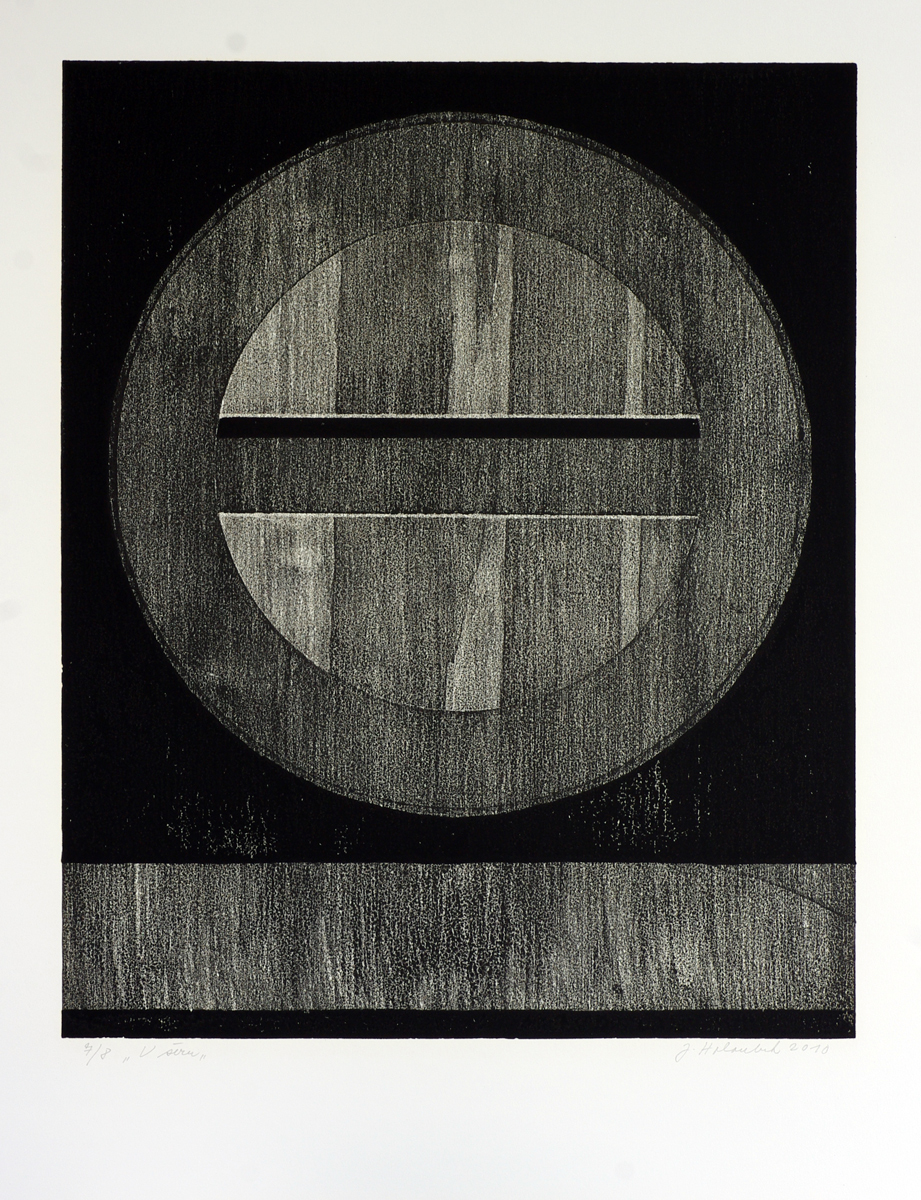
V-šeru, dřevořez, 2010

- 2003	Hollar – současná česká grafika, Jihočeské muzeum České Budějovice
- 2004	Grafické techniky 1, Dřevořez, dřevoryt, linoryt, Městský palác Templ, Mladá Boleslav

Jubilanti Hollaru 2004, Galerie Hollar, Praha
IV. Mezinárodní trienále grafiky Praha, Lino: technika 20. století v digitálním věku, Mánes, 	Praha (v rámci prezentace sbírky linorytu GKK)
- 2005	Galerie Františka Drtikola, Příbram, Český linoryt
- 2007	Nová jména v Hollaru
- 2008	XIV. Festival komorní grafiky, Hollar, Praha

Xylon 14 Trienale Internationale Saint-Luis
- 2009	Jubilanti Hollaru, Praha
- 2013 Nová tvorba, Hollar, Praha
- 2014	Jubilanti Hollaru, Praha

Nová tvorba, Hollar, Praha